# لمبرگ (آلمان)
لمبرگ (به آلمانی: Lemberg) یک شهر در آلمان است که در زودوستپفالتس واقع شده‌است. لمبرگ ۴٬۱۵۷ نفر جمعیت دارد.